# Zündmaschine

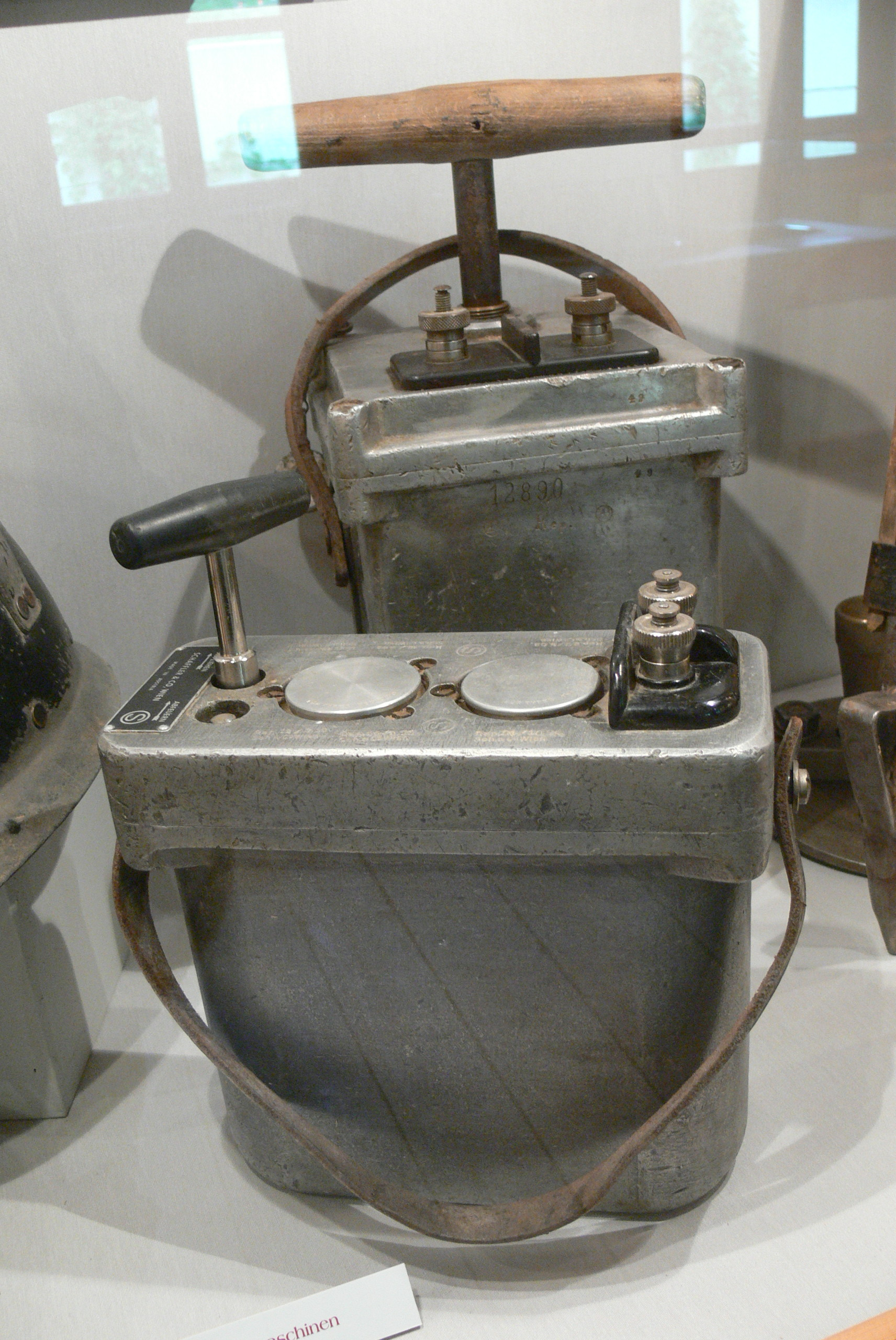
Zündmaschinen

Zündmaschinen sind Geräte, die zur Auslösung von elektrischen Sprengzündern in der gewerblichen und militärischen Sprengtechnik oder Brückenzündern in der Pyrotechnik dienen. Komplexere Installationen für die Zündung nennt man Zündanlage.

## Zündmaschinen
Hauptsächlich gibt es folgende Funktionsprinzipien:
- Generator-Zündmaschinen
- Kondensator-Zündmaschinen
- Zündschlauch-Zündmaschinen

### Generator-Zündmaschinen
Bei ihnen wird der elektrische Impuls (Energie pro Zeitspanne) mittels hinreichend schneller Generatordrehung erzeugt. Dabei kommen hauptsächlich zwei Mechanismen zum Einsatz:
- Bei den Federspeicher-Generator-Zündmaschinen (etwa AEG, Bosch, Siemens) wird eine Feder mittels Muskelkraft gespannt und mechanisch gesichert. Beim Entsichern der gespannten Feder, also zum Zünden, wirkt die gespeicherte Kraft über ein Getriebe auf den Generator, der dadurch einen ausreichenden Stromimpuls liefert.
- Die wohl bekannteste Zündmaschine ist die so genannte Zahnstangen-Zündmaschine (etwa Siemens, ZEB Zünderwerke Ernst Brün GmbH, Schaffler, Styr). Bei ihr wird der Generator direkt per Muskelkraft durch das schnelle Hinabdrücken einer Zahnstange bewegt.

Generator-Zündmaschinen sind für Sprengarbeiten in Deutschland schon seit Jahrzehnten nicht mehr zugelassen. Außer zur Zündung kleinerer Pyrotechnik haben sie nur in Sammlerkreisen ihre Bedeutung.
Das würfelförmige Kästchen aus dunklem Bakelit mit oben herausstehendem Schiebergriff in T-Form und weglaufendem Zündkabel ist gängige Ikone für Sprengungsauslösung in Comics.

### Kondensator-Zündmaschinen
Die Kondensator-Zündmaschine (etwa Fa. ZEB, VEB-REMA, Schaffler) ist die am weitesten verbreitete Zündmaschine zur Auslösung von elektrischen Zündern. Sie besteht im Wesentlichen aus einem Generator, einem Kondensator und der Auslöseeinrichtung. Wird der Generator via Muskelkraft betätigt, so wird die erzeugte Energie dem Kondensator zugeführt und dort gespeichert. Zum Zünden wird der geladene Kondensator über die Auslöseeinrichtung (etwa Drucktaster) in den Zündkreis geschaltet.

### Zündschlauch-Zündmaschinen
Im Gegensatz zu den vorgenannten Zündmaschinen stellt die Zündschlauch-Zündmaschine keinen elektrischen Impuls zur Verfügung, sondern einen ausreichend starken Lichtbogen (oder Funken, welcher z. B. durch Auslösung eines Zündhütchens erzeugt werden kann). Die Stoßwelle des Lichtbogens (die durch die schlagartig freiwerdende Wärme in der Luft im Lichtbogen erzeugt wird) initiiert die im Schockschlauch aufgedampfte Sprengstoffschicht. Die Funktionsweise ist also eng dem Prinzip einer Schreckschuss- oder Signalwaffe angelehnt. Letztere werden auch tatsächlich im polizei- oder militärischen Bereich zur Zündschlauchzündung z. B. im Rahmen der Türöffnung mit kleinen Sprengstoffmengen verwendet.

## Zündanlagen der Sprengtechnik
Dort, wo regelmäßig am gleichen Ort Sprengungen stattfinden, etwa beim Tunnelvortrieb im Bergbau, ist die Anwendung von Zündmaschinen nicht zweckmäßig. Deswegen werden dort von entsprechenden Stellen abzunehmende, festinstallierte Zündanlagen verwendet. Diese verwenden Netzstrom zur Zündung der Sprengladungen.

## Zündmaschinen der Pyrotechnik
In der gewerblichen Anwendung der Großfeuerwerke hat sich heute die elektrische Zündung gegenüber der pyrotechnischen Zündung („Verleiten“, „Handzündung“) weitestgehend durchgesetzt. Dabei werden alle Effekte einzeln mit Brückenzündern versehen und mit einer Zündanlage mit etlichen Zündlinien angesteuert. Die Zündanlagen der Feuerwerkerei werden fast ausschließlich im Prinzip der Kondensator-Zündmaschinen betrieben und mit Gleichstrom versorgt. Grundsätzlich werden die Zünder eines jeweiligen Zündkreises in Reihe geschaltet. Die hier entstehenden hohen Widerstände der Reihenschaltung aufgrund der geringen Kabelquerschnitte erfordern daher eine besondere Beachtung der Spannung, damit der notwendige Zündstrom (Mindeststromstärke für Brückenzünder) nicht unterschritten wird.
In der Praxis gibt es zwei Typen:
- einfache Zündanlagen, in denen jede Zündlinie direkt auf Knopfdruck ausgelöst wird: Das entspricht einem einfachen Zündgerät mit Kanalwahl. In der Praxis bedeutet dies, dass der Pyrotechniker von seinem Feuerwerk wenig sieht, da er seine Aufmerksamkeit auf den Zeitablauf und die vorbestimmten Zündzeiten richten muss (Stoppuhr notwendig).
- Zündcomputer, der die Zündlinien auf elektronischem Weg ansteuert. Hierbei sind präzise Zeitsteuerungen in Form von Programmierungen im Tausendstelsekunden-Bereich und komplexe Zeitabläufe möglich. Modernste Anlagen lassen sich über einen PC programmieren. Annähernd unverzichtbar ist diese Technik für musiksynchrone Feuerwerke.

Daneben unterscheidet man noch zwischen:
- Kabelzündung, bei der einzelne, zweiadrige Kabelstränge vom Zünder zur Zündanlage direkt oder zu einem weiteren Zündmodul gelegt werden. Bei Verwendung von Zündmodulen werden dann von der Zündanlage die Zündbefehle mit einem Datenkabel geleitet, die von den Modulen in Niederspannungs-Zündimpulse umgesetzt werden. Die Stromversorgung der Zündmodule erfolgt autark oder parallel zur Datenleitung.

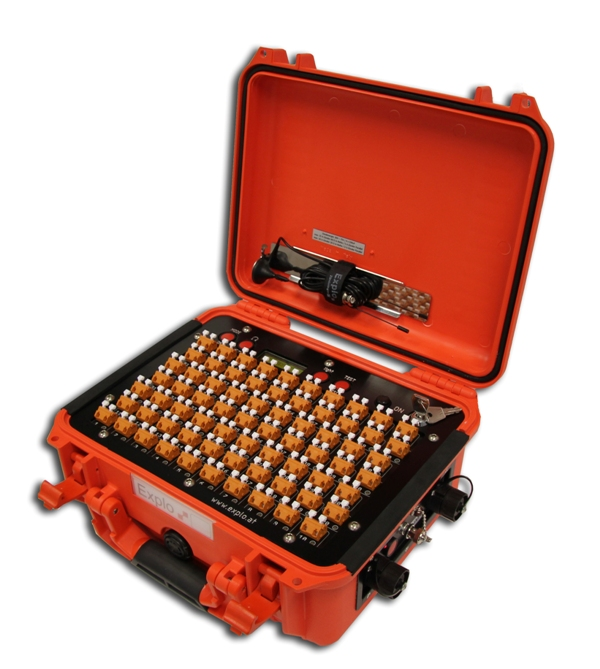
Eine Funkzündmaschine der Firma explo

- Funkzündung, bei der nur Funkmodule verkabelt werden. Diese zünden per Funkfernsteuerung mit Signalen, die vom Steuerungszündgerät gesendet werden. Hierbei sind größere räumliche Entfernungen einfach zu überbrücken. Nachteilig erweist sich allfällige Störanfälligkeit des Funksignals und die hohen Investitionskosten. Autarke Stromversorgung der Module ist Voraussetzung. Vorteile sind die mögliche Nutzung von wassergebundenen Abschussstellen (Pontons), ohne dass sich ein Feuerwerker in der Abbrandzone aufhalten muss, oder in großen Bauwerkshöhen (Überdachung von Fußballstadien, Brücken, Hausfronten). Ende 2015 ist Stand der Technik, dass die Funksignale auf einer reservierten Frequenz und digital codiert gesendet werden. Sollte lokal ein zweites Funksystem auf derselben Frequenz betrieben werden, wird das erkannt und beide Systeme blockieren das Auslösen von Zündungen.[1]

Insgesamt zeigen sich Zündmaschinen aufgrund der nötigen Stromversorgung gerade bei winterlichen Tieftemperaturen und der Feuchteanfälligkeit bei anderen widrigen Wetterumständen als unzuverlässig und erfordern eine gute Infrastruktur am Schussplatz. Dafür haben sie eine Vielzahl vorher kaum darstellbarer Effekte eröffnet (Steppereffekte im Millisekundentakt, Effekte von räumlich weit entfernten Positionen gleichzeitig) sowie die Musikfeuerwerke zu hoher Synchronizität geführt. Insgesamt hat die Zündmaschinentechnik die Feuerwerkerei für den Zuseher attraktiver gemacht, aber das Betätigungsfeld des Feuerwerkers stark von der klassischen handwerklichen Arbeit am Schwarzpulver zum Umgang mit Leitungstechnik und Programmierung verlagert.

## Rechtliches
Zündmaschinen der Sprengtechnik – gleich welchen Typs – sind Sprengzubehör im Sinne des Sprengstoffrechtes. Demzufolge dürfen sie für gewerbliche Sprengarbeiten nur dann eingesetzt werden, wenn sie die dort genannten Voraussetzungen erfüllen. Neben der generellen Eignung als Zündmaschine (Baumusterprüfung durch eine Institution wie die BAM) müssen sie in Deutschland auch turnusmäßig in der Regel alle zwei Jahre einer eingehenden Prüfung durch eine Benannte Stelle (in der Regel der Hersteller oder ein Vertragspartner) unterzogen werden.
Zündmaschinen der Pyrotechnik sind frei verkäuflich. Nur ihre Verwendung mit pyrotechnischen Gegenständen unterliegt dann den einschlägigen rechtlichen Regelungen (siehe Pyrotechnik zu Details).